# Mindennapi élet Hangcsouban a 13. században
Hangcsou (Hangzhou) a 13. században a kínai Szung-dinasztia (Song-dinasztia) államának fővárosa, egyben az akkori világ leggazdagabb és legnagyobb városa volt. Mindennapi életéről rendkívül sok adat maradt fenn, ami lehetővé teszi egy átfogó kép kialakítását lakóinak hétköznapjairól, és általában a korabeli kínai társadalom működéséről. A témáról Jacques Gernet neves francia sinológus publikált átfogó művet 1959-ben.

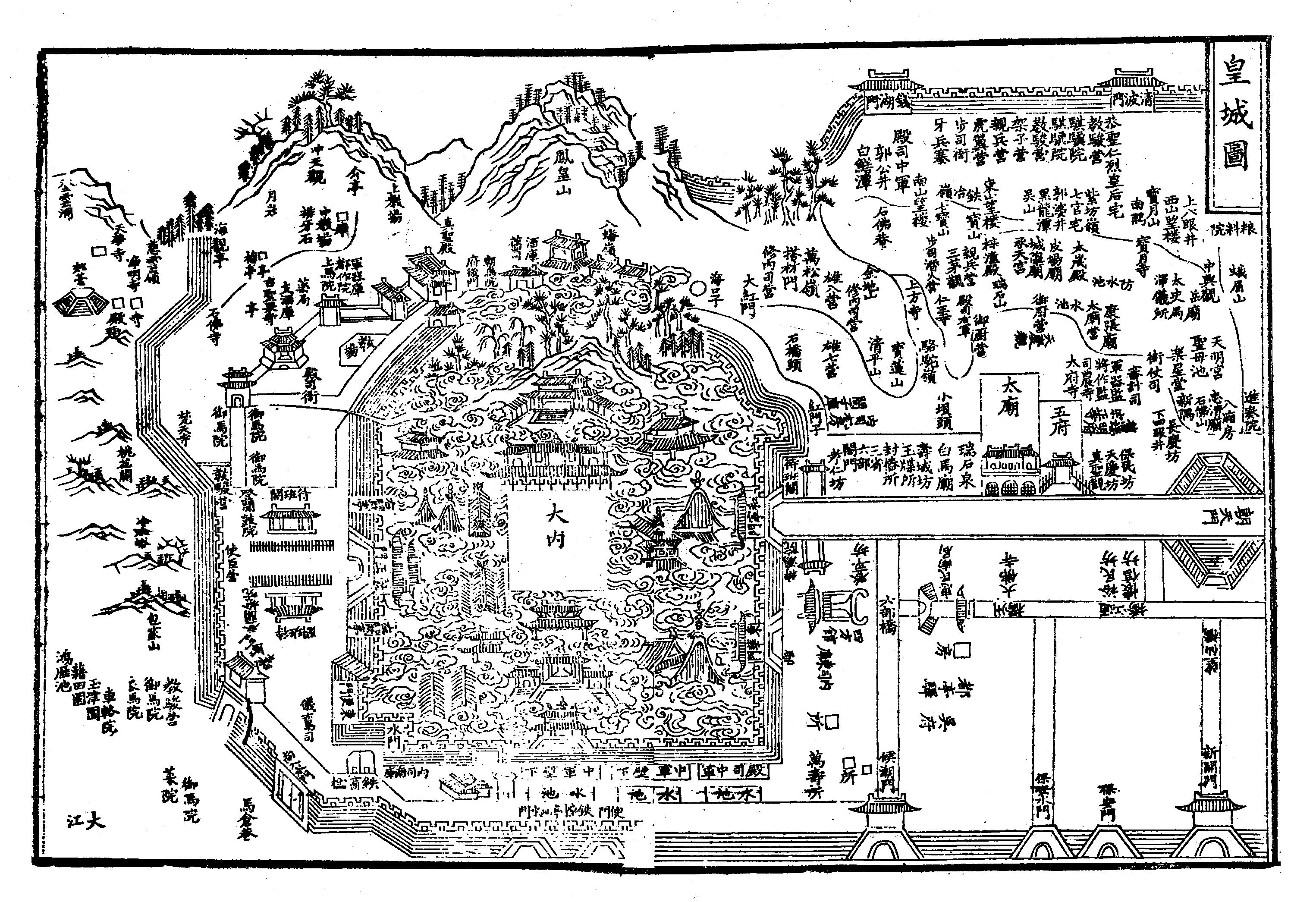
A középkori Hangcsou (Hangzhou) sematikus rajza (fenn van nyugat): középen a császári palota, jobbra tőle a császári út

A 13. századi kínai főváros egyedülálló volt a világon kifejlett pénzgazdálkodásával, élénk bel- és külkereskedelmével, specializált termékeivel. A gazdálkodás, a kereskedelem, a társadalmi élet megannyi más területével együtt szoros állami ellenőrzés alatt volt. A művészetek, a szórakozás, a társadalmi intézmények és a technika terén egyaránt, Kína ebben az időben a világ legfejlettebb országa volt, ezért érthető, hogy a kínaiak a világnak a határaikon túl fekvő részeit barbárnak tekintették.
A fényűző nagyváros elitjének, középosztályának az életszínvonala a kor Európája számára is elképzelhetetlenül magas volt. E luxus terheit a kínai vidék parasztsága viselte, akik közül sokan, nyomorúságuk elől, a városba menekültek, tovább növelve az ottani zsúfoltságot. Ezek a súlyos ellentétek magukban hordozták a későbbi bukás okait; azonban Kínában az időről időre sikeres parasztlázadások nyomán meglepő gyorsasággal újra kialakult a császári rendszer, élén az egykori parasztvezérekkel.

## A város
Hangcsou (Hangzhou) a Szung-dinasztia (Song-dinasztia) hatalmát csaknem megdöntő északi nomád támadások nyomán lett az egyelőre megőrzött déli területeken kialakult úgynevezett Déli Szung (Song) állam fővárosa. Ezt a pozíciót 1276-ig töltötte be, amikor is a mongolok egész Kínára kiterjesztették a hatalmukat és létrejött a Jüan-dinasztia (Yuan dinasztia) a mai Peking helyén kiépített székhellyel.
Hangcsou (Hangzhou) a mongol hódítás előtt minden bizonnyal a világ legnagyobb, leggazdagabb városa volt, lakosságának száma meghaladta az egymilliót. E korban Kínában már széles körben elterjedt nem csak az írásbeliség, hanem a nyomtatás is, és a középosztály tagjai szívesen tudósítottak mindennapjaikról. Az állami bürokrácia részletes feljegyzései, jelentései, kimutatásai mellett tömegesen maradtak fenn naplók, úti beszámolók, anekdotagyűjtemények, amelyek lehetővé teszik a város életének rekonstruálását, sok részlet megismerésével együtt. Ezeket a forrásokat erősíti meg – tévedései, túlzásai ellenére – Marco Polo beszámolója, ami ugyan már a mongol hódítás után született, de előnye, hogy a kor európai utazójának a szemével láttatja a kínai nagyvárost. Hasonló megerősítést nyújtanak a kor egyes arab utazóinak kínai beszámolói is.

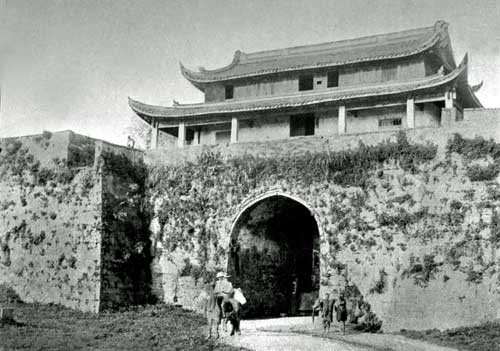
Az egyik ősi városkapu Hangcsou (Hangzhou)ban 1906-ban

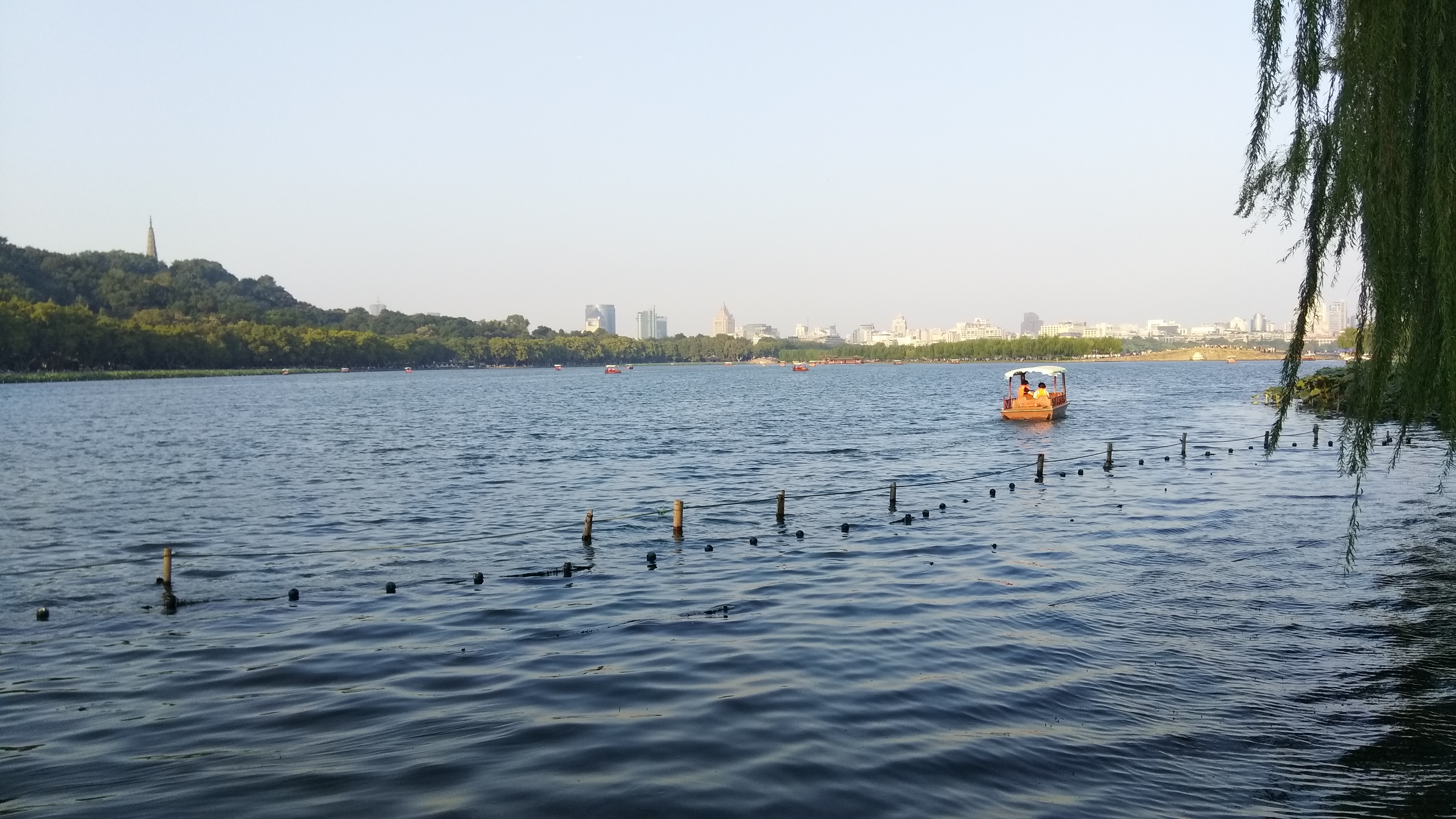
A Nyugati-tó látképe a 21. századi Hangcsou (Hangzhou)ban

A város magja a 7. században jött létre a mesterségesen kialakított Nyugati-tó és keleten a Csientang (Qiantang) folyó (akkori nevén Csöcsiang (Zhejiang)) között, ami itt már közel járt tengeri torkolatához. Városfalai a 13. századra már csak a szűk belvárost vették körül, azon a közlekedő csatornák számára öt. a sugárutak számára tizenhárom nagy kaput nyitottak. észak-déli irányban a város kiterjedése a hét kilométert is meghaladhatta, kelet-nyugati irányban a tó és a folyó között másfél-két kilométeres hely maradt a belváros számára.
A szűk belváros kínai viszonylatban is rendkívül zsúfolt volt, minden talpalatnyi helyen épület állt. A házak a korban szokatlan módon 3-5 emelet magasra is emelkedtek, számos család lakott bennük. A házak jellemzően állami vagy magántulajdonú bérházak voltak; a lakbéreket minden esetben államilag szabályozták.
A fából és bambuszból épült, zsúfolt városban érthetően viszonylag gyakoriak voltak a katasztrofális tűzesetek, annak ellenére, hogy a katonaságból államilag szervezett, több ezer fős tűzoltóság is tevékenykedett. A 13. században három nagy tűzvészt jegyeztek fel, utánuk a katasztrófa sújtotta lakosságot állami segélyekkel, adóelengedésekkel támogatták. Az előkelők és a gazdag kereskedők „tűzbiztos”, vizek övezte kis városnegyedet alakítottak ki a maguk és vendégeik számára a város északkeleti részén. A tüzekkel kapcsolatban számos babona terjedt az álhírekre egyébként is nagyon fogékony lakosság körében. Akkoriban a Csöcsiang (Zhejiang) folyón viszonylag gyakran úszott fel és vetődött partra egy-egy bálna – ezeket a történéseket mindig összefüggésbe hozták a tűzesetekkel.

## Társadalom, gazdasági élet
A 11. és a 13. század közötti időszakban kezdett megjelenni a kínai társadalomban a szűk elit és a nép tagolatlan tömege között a kereskedők változékony, tevékeny rétege, ami Hangcsou (Hangzhou) nagyvárosában különösen jelentős volt. Kínában azonban ekkor már régen a társadalmat teljesen átfogó, erősen centralizált közigazgatás működött, ami nem tette lehetővé a nyugatihoz hasonló önálló polgárság létrejöttét. A kereskedők is beépültek a meglévő struktúrákba, minden téren elfogadva az állam elsőbbségét, és az állam maga is kereskedelmi tevékenységbe kezdett a közigazgatási szervein keresztül.

### A császár és a nemesség

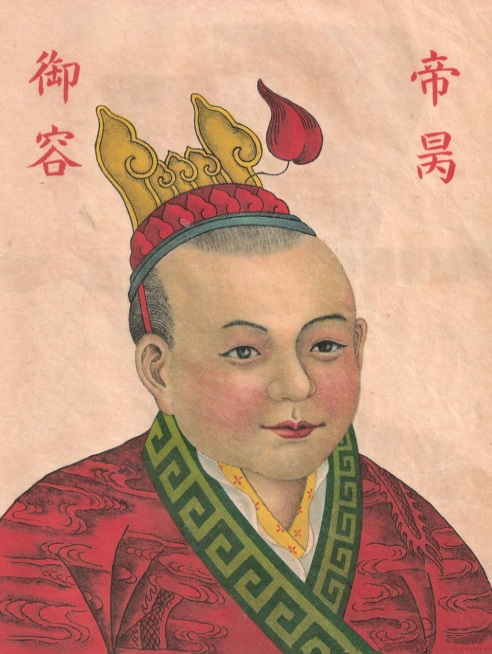
Csao Ping (Zhao Bing), a Déli Szung (Song) dinasztia (gyermekkorú) utolsó császára (1272–1279)

A kínai császár első volt a nemesek között és ő állt a közigazgatási hierarchia csúcsán is. Személyében találkoztak kiterjedt rokonsága, valamint a befolyásos írástudó hivatalnokok különböző csoportjainak az ellentmondásos törekvései. A császári nemességet – aminek tagjait szintén a császár nevezhette ki vagy váltotta le – ugyanazok az írástudó családok alkotják, akik a polgári tisztviselőket is adják.

#### A császár mindennapi élete

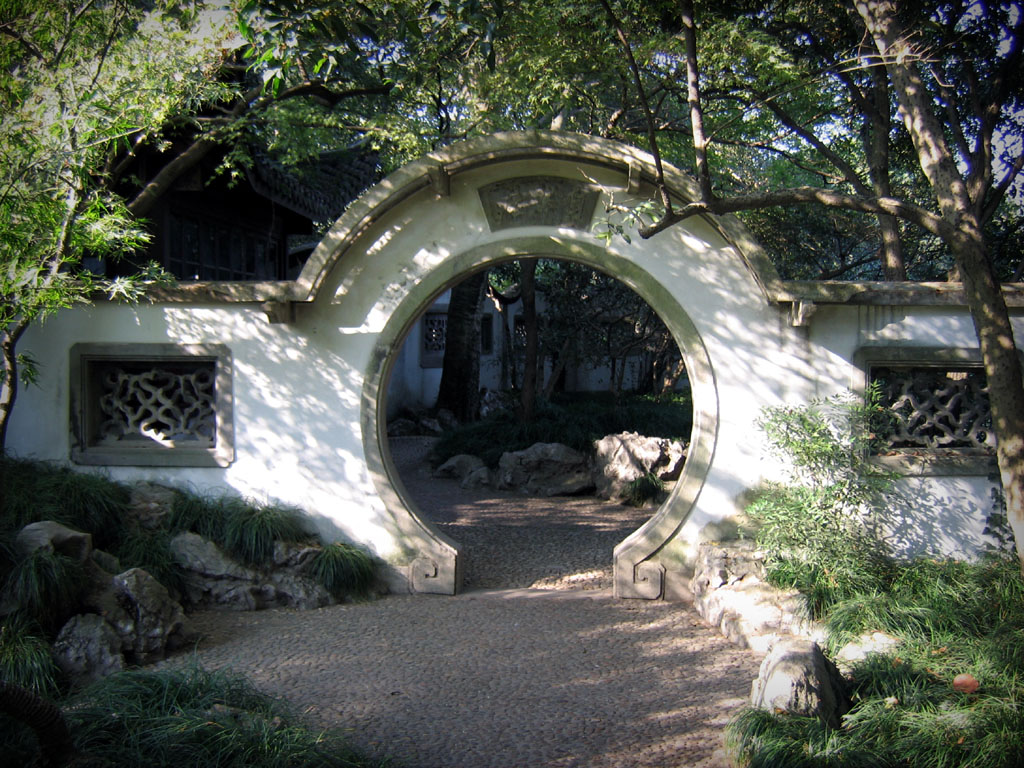
Úgynevezett holdkapu egy régi kínai kertben a modern Hangcsou (Hangzhou)ban

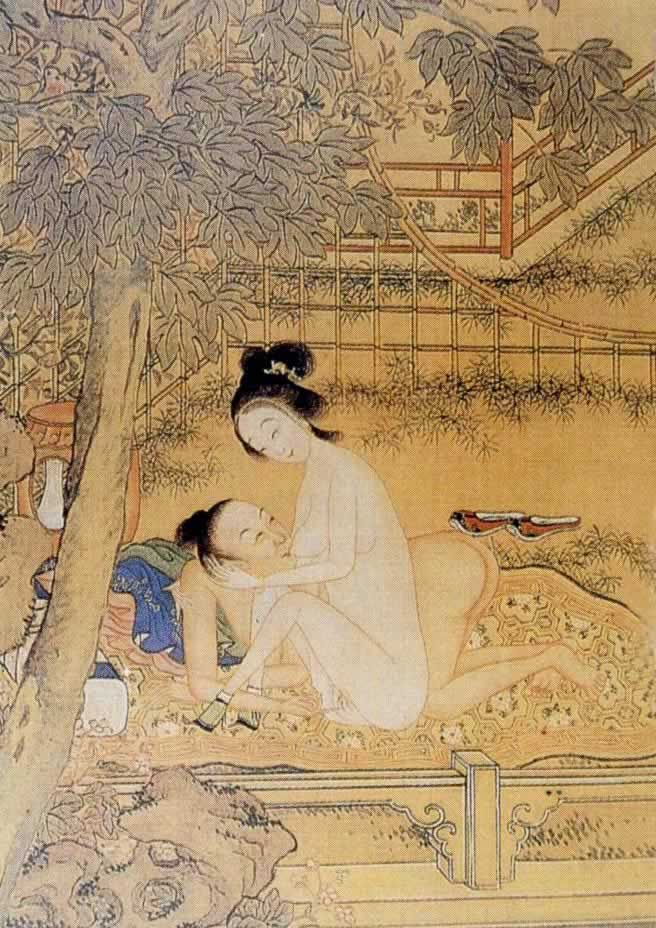
Középkori kínai erotikus ábrázolás

A császárra vonatkozó kínai források ritkák és homályosak. Marco Polo viszont részletesen leírta egy öreg kereskedő szavait, aki fiatal korában, bizonyos Fanfur király idején a császári udvarban szolgált. A beszámoló hitelessége természetesen kérdéses. A szóban forgó években a Szung (Song)-dinasztia uralkodója Szung Tuan-cung (˞˞˞Song Duanzong) császár volt; nem elképzelhetetlen, hogy a Fanfur az ő nevének torzítása Marco Polónál.
Marco Polo írása szerint a császár a Hangcsou (Hangzhou) déli részén elterülő palota-negyedben élt, amit tíz mérföldes magas fal vett körül. A területet falak osztották három részre, az épületek a középsőben emelkedtek, a másik kettő park és vadaskert volt. A mongol hódítás után itt lakott Kubiláj nagykán alkirálya, de csak a paloták egy részét tartották karban, a többi romba dőlt. Fanfur király idején a fő pavilonokat kék és arany színekre festett hatalmas oszlopok tartották; a belső tereket a régi uralkodók életét megörökítő festmények díszítették.
Az uralkodó minden évben egyszer nagy, 10–12 napos ünnepséget rendezett udvara, valamint a város előkelőinek, összesen mintegy 10 000 ember számára. Az előkelők természetesen legjobb, drágakövekkel, arannyal díszített selyemöltözetükben jelentek meg.
A vendégfogadásra is szolgáló „hivatalos” pavilonok mögött helyezkedtek el a császár és felesége magánlakosztályai, majd ezt követte a tó partjáig húzódóan két oldalt tíz-tíz nagyobb udvarban 50-50 lakosztály kis kertekkel, amiket a király szolgálatában álló 1000 ifjú hölgy foglalt el.
A palotanegyednek a másik két részében kínai kertek, valamint vadasparkok helyezkedtek el őzekkel, szarvasokkal, dámvadakkal, üregi és mezei nyulakkal. Ide járt az uralkodó szórakozni háremhölgyeivel – rajta kívül férfi nem léphetett be. A császár a meztelenül vadászgató, fürdőző lányokban gyönyörködött, majd velük „piknikezett” a szabadban. A kínai források nem említik ezeket a pajzán jeleneteket, de beszámolnak az itteni kertek látványosságairól, a mesterséges dombokról, tavakról, vízesésekről, a messze földről hozatott különleges növényekről. A fahéjfák és virágok illatát szélkerekekkel hajtották be a pavilonokba, messzi földről hozott hóval töltött nagy bronzedényekben hűtötték az italokat.

### Polgári tisztviselők
A társadalom felső rétegét az állami tisztviselők alkották Kínában a 3. századtól kezdve egészen a modern korig; nem volt ez másképp a 13. századi Hangcsou (Hangzhou)ban sem. A társadalmilag legmegbecsültebb foglalkozás, a hivatalnoki kar tagjait vizsgákon, érdemeik alapján választották ki, de a gyakorlatban csak néhány írástudó családból származtak. A császár által gyakorolt legfelső hatalom teljesen autokrata jellegű volt: az uralkodó illetve közvetlen környezete a közigazgatási hierarchia minden szintjét a legteljesebb bizonytalanságban tartotta, és az esetleges kegyvesztettség automatikusan vonatkozott az illető hivatalnok pártfogoltjaira, klienseire is. A teljes hierarchiát átfogta a szinte nyílt morális és anyagi korrupció, ami ugyanakkor bármikor a pozíció elvesztésének ürügye is lehetett. A közigazgatás egyes ágai egymást ellenőrizték, szinte rendőri felügyelet alatt álltak a legmagasabb szintű tisztségviselők is. A fővárosban a birodalom minden hivatalnokáról, érdemeikről és hibáikról aktát vezettek,  Mindezek ellenére az átlagos hivatalnokok pályafutása meglehetősen biztosnak volt mondható. A hivatalok betöltéséhez szükséges vizsgákon irodalmi ismeretekről kellett tanúbizonyságot tenni, szakmai oktatás vagy vizsgáztatás nem volt, szakismereteket csak a gyakorlatban szerezhettek a hivatalnokok. A hivatalnokok egy-egy poszton, állomáshelyen általában csak két-három esztendőt töltöttek; az állami érdekekkel ellentétes lett volna, ha túlságosan mély gyökereket eresztenek. A hivatalnokok 68. évükben vagy akörül mentek nyugdíjba, akkor a császártól egyfajta végkielégítést kaptak, de nyugdíjat nem; a hagyományok értelmében az öreg szülők eltartása a gyermekek kötelessége volt.
A hivatalnoki kar tekintélyét ebben az időben kezdte csorbítani a felkapaszkodott kereskedők rétege, akik anyagilag sok esetben magasabb életszínvonalat engedhettek meg maguknak. A tiltások ellenére megindult a két réteg közeledése, a hivatalnokok titokban, „strómanokon” keresztül bekapcsolódtak a kereskedelembe, a kereskedők pedig esetenként hivatali címeket vásároltak maguknak.

### Katonai tisztségviselők
A katonák társadalmi megbecsülése Kínában hagyományosan messze elmaradt a polgári hivatalnokokétól, bár az állam védelmi szükségletei miatt a hadsereg és a haditengerészet létszáma erősen növekedett, felszerelése javult. A 13. századi Déli Szung-dinasztia korában a szárazföldi hadserege milliós nagyságrendű, a haditengerészet létszáma 50 000 fő körül volt. A katonákat kitűnően kiképezték íjászatra és közelharcra. Bonyolult ostromgépezeteket, és már kézi lőfegyvereket, robbanóbombákat is használtak. Az írástudó történészek azonban a hagyományoknak megfelelően alig foglalkoztak a katonai kérdésekkel, pedig a háborúk, csaták rendkívül véresek, pusztítóak voltak.

### Kereskedők

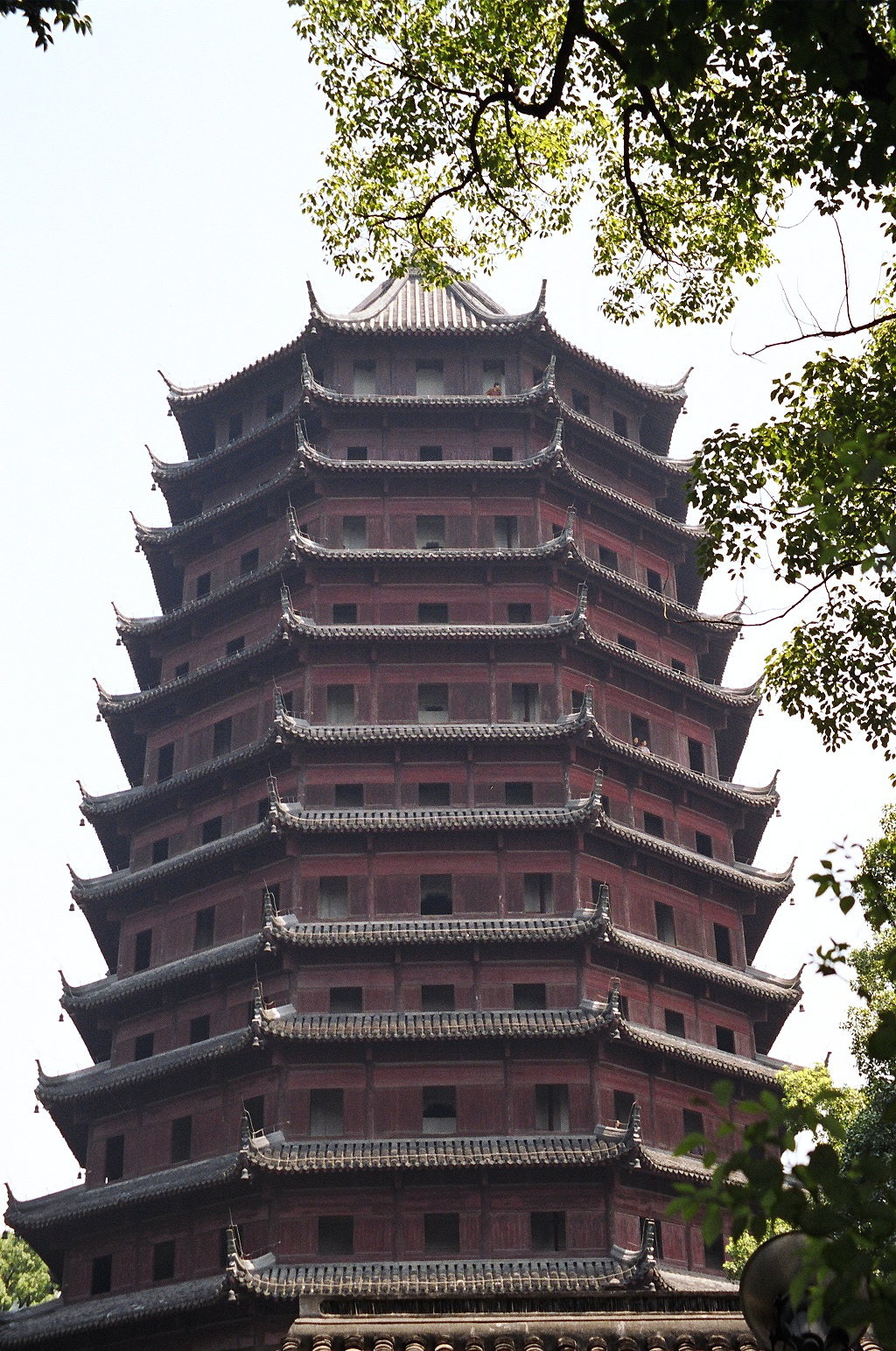
Az 1165-ben, a Szung-dinasztia idején épült (azóta sokszor felújított) Hat Harmónia-pagoda̼ Hangcsou (Hangzhou)ban

A hagyományos kínai társadalmi szerkezettől olyannyira idegen kereskedőréteg a 11-12. században alakult ki. Igazi önállóságra soha nem tudott szert tenni, az állam elsődlegessége e téren is megnyilvánult; a tömegfogyasztási termékek, elsősorban a rizs értékesítése állami kézben maradt, és az áruk széles körére kiterjedt az állami ármegállapítás. A szabadpiaci gazdálkodást ez ugyan szinte lehetetlenné tette, de a hivatalnoki bürokráciával „jó kapcsolatban” lévő üzletemberek busás haszonra tehettek szert, elsősorban az állami megrendelések révén.
Hangcsou (Hangzhou)ban, az ország legnagyobb városában különösen virágzott az állami és a magánkereskedelem szimbiózisa, sőt túlságosan is sok kereskedő tevékenykedett, A városban négyféle kereskedelem működött egymás mellett: az állami, a folyami és tengeri nagybani kereskedelem, a luxuscikkek forgalmazása és a mindennapi, tömegfogyasztási cikkeket árusító kiskereskedelem. Egységes kereskedőréteg nem volt, a leggazdagabb nagykereskedők és a szegénynegyedek kis boltosai között az átmenet minden foka létezett. Az ismert, nevezetes termékeket árusító boltok gyakran száz évnél is nagyobb múltra tekintettek vissza, és képzett eladókat alkalmaztak. A kis boltokban csak a családtagok szolgáltak ki.
A város falain kívül tizenöt nagy piac működött a közszükségleti cikkek forgalmazására. Csak a napi több száz tonnára rúgó rizsforgalom nagy- és kiskereskedők, ügynökök, hordárok, zsákvarrók, hajósgazdák tömegét foglalkoztatta. A rizsből több tucatnyi különféle fajtát, minőséget különböztettek meg.
A kereskedők, kézművesek és minden más, azonos szakmához tartozó személy egyesületekbe tömörült a városban és gyakran azonos városnegyedben laktak és dolgoztak. Az egyesületek elöljárói szakmai felügyeletet gyakoroltak a tagságuk felett, szociális segítséget nyújtottak a bajba kerülteknek, és mindannyiuktól megkövetelték a szakmai feddhetetlenséget. A városba látogató arab kereskedők és Marco Polo egyaránt nagy elismeréssel emlékeztek meg a kínai kereskedők becsületességéről, integritásukról.

### A városi köznép
A vidékről bevándorlókkal folyamatosan szaporodott a városi nincstelenek tömege, a kor kínai proletariátusa. Kisebb részük állásban volt, de túlnyomó részük alkalmi, bizonytalan munkákból élt, izomerejükön kívül minden ravaszságukra is szükségük volt a túléléshez. Közéjük tartoztak az utcasarkokon kuporgó kis viszonteladók, a hordárok, csepűrágók, koldusok, szélhámosok, prostituáltak, tolvajok egyaránt. A munkaerő rendkívül olcsó, a megélhetés drága volt. E réteg tagjai nagyrészt hajléktalanok voltak, az utcákon, udvarokon a szabad ég alatt húzták meg magukat.
A kínai társadalom szervezettségére jellemző, hogy még ezeknek a rétegeknek a tagjai is egyesületekbe, szakmai testületekbe tömörültek, és a munkalehetőségeket ezeken keresztül osztották el. Képzettségük, tapasztalatuk alapján így juthattak munkához az üzleti eladók, kertészek, titkárok, könyvelők és ezernyi más kisebb specializált szakma művelői.
A köznép jelentős részét a tehetősek és gazdagok a saját házaikban foglalkoztatták. Az előkelők háztartásaiban a szolgálók egész serege dolgozott; köztük kézművesek, valamint fegyveres személyzet is. A házi alkalmazottak teendőit Hangcsou (Hangzhou)ban „négy szolgálatnak és hat hivatalnak” nevezték. A szolgálatok a következők voltak: a lakberendezés felelősei (a bútoroktól a díszítésig); a szeszes italok és a tea felelősei; az edények és a lakomák felelősei, akik a vendégek meghívásával, az ünnepségek szervezésével foglalkozó „protokollosok” is voltak, végül konyhák személyzete. A „hat hivatal” dolgozóinak felelősségét még pontosabban körülhatárolták az anyagbeszerzés, a díszítés, a világítás, a fűtés különböző területein.
Az egyszerű szolgák felett helyezkedtek el azok az alkalmazottak, akiket különlegesebb személyi képességeik miatt alkalmaztak, mint a házitanítók, vagy a gazdáik szórakoztatására alkalmas mesélők, énekesek, zenészek, sakkjátékosok és hasonlók.
A köznép nagy részét az urak hatalmas háztartásai szívták fel, de sok embert foglalkoztattak a sikeresebb kézművesek, boltosok is. Jelentősebb ipar, manufaktúrák azonban nem voltak Hangcsou (Hangzhou)ban. A vállalkozók ugyanolyan paternalista viszonyban álltak alkalmazottaikkal, mint az urak a szolgálókkal: az atyáskodó főnök és az alázatos, hűséges beosztott viszonya volt az általános. Ha ezt az alárendelt megbontotta, súlyos büntetést, testi fenyítést kapott; a „függelemsértést” szükség esetén államilag is keményen szankcionálták.

### Parasztság
A társadalmi piramis alapját, legszélesebb rétegét a parasztság alkotta. Róluk az írásos források keveset szólnak, létezésük és helyzetük mindenki számára magától értetődő volt. Hangcsou (Hangzhou) polgárai közül sokan a várostól északra elterülő földbirtokaik jövedelmének köszönhették vagyonukat. A vidék lakossága sem volt egységesː az ott élő közép- és kisbirtokosok, valamint az állami és magántulajdonú nagybirtokok intézői alkották a felső réteget, az alsót pedig maguk a gazdálkodók és a mezőgazdasági munkások. Ez utóbbiak a lehető legmélyebb nyomorban éltek, helyzetük ellen gyakori szökésekkel, lázongásokkal tiltakoztak. A kisbirtokosok, gazdálkodók helyzete sem volt sokkal jobb. Egy-egy rosszabb termés esetén gyakran az éhhalál szélére kerültek, el kellett adniuk mindenüket, még gyermekeiket is cselédnek. Körükben is gyakori volt a szökés, a zsiványélet választása vagy az öngyilkosság.
A Hangcsou (Hangzhou)tól északra elterülő sík vidéken a rizstermelés volt a jellemző, amit apró, tízszer tíz méter körüli nagyságú, gáttal körülvett parcellákon műveltek, kapával, esetenként bivallyal, amit általában több család közösen használt. Télen a férfiak kosarat fontak, az asszonyok szőttek, a gyerekek etették a gazdasági udvar állatait (sertések, tyúkok, levágásra nevelt kutyák).
A falvak örömteli eseményei a nagyobb ünnepek, amikor vándor komédiás csoportok érkeznek, sertést és baromfit vágnak, és leisszák magukat. A legszegényebbek kölcsönt is vettek fel az ünnep méltó megünneplésére, ami vallási kötelesség is volt, a jövő szerencséjének a biztosítéka.
A falvakban, járásokban, a helyi öregek, elöljárók, családfők tekintélye óriási volt. Az adózási kötelezettségeket kollektívan kellett teljesíteni; az esetleges engedetlenségért súlyos megtorlás járt. Mindez sokáig biztosította a császári közigazgatás által áhított társadalmi békét, de ha egy nagy éhínség vagy kirívó igazságtalanság lázadást eredményezett, az gyakran futótűzként terjedt, és magát a dinasztiát is veszélybe sodorhatta, ha a mozgalom élére jó képességű vezető emelkedett. A sikeres parasztfelkelések azonban a kínai történelem során leginkább új dinasztiák alapításához vezettek; az egykori parasztvezérből lett az új császár.

### Pénzforgalom

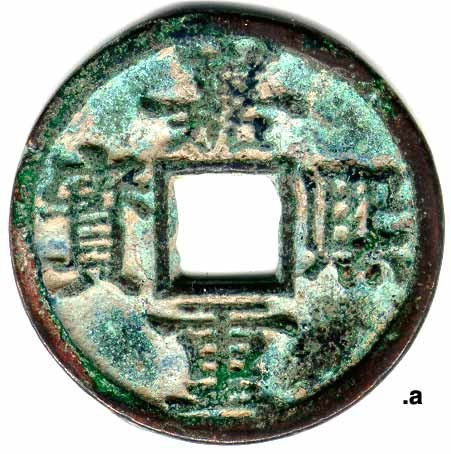
A Déli Szung (Song)-dinasztia egy pénzegysége

A Szung (Song)-dinasztia korában Kínában a társadalom és a gazdaság alapja, az állami adóztatás túlnyomórészt már pénzben történt. De nem csak az állam, hanem a magánszemélyek is pénzt használtak kereskedelmi ügyleteik lebonyolításakor. Ez a pénz lehetett a hivatalos pénzverdében készült fémpénz, de megjelentek már a papírpénz előképének számító kötelezvények, asszignáták is.
Hangcsou (Hangzhou) piacain, boltjaiban általában garast, kerek rézpénzt használtak, melynek közepén négyszögletes lyuk volt. Ezen keresztül lehetett a fémpénzeket összefűzni, így alakultak ki a kereskedelemben használt kisebb-nagyobb pénzfüzérek. Az állami számvitelben elfogadott egyetlen pénzegység az ezer garasból álló pénzfüzér volt. Ennek súlya viszont több mint három kilogramm volt, ez is gyorsította a papírpénz terjedését. Egy régészeti lelet, egy 1214-ből származó nyomólemez tanúsága szerint ez a papírpénz annyit ért, mint 100 nyolcvangarasos pénzfüzér. Két felirat is volt rajta: az egyik szerint a pénzhamisító lefejeztetik, a másik szerint a hamisítót feljelentő személy háromszáz pénzfüzér jutalmat kap.

### Közlekedés, szállítás, közellátás
A város területén igen sok csatornát alakítottak ki a tó és a folyók között. a közlekedés túlnyomó része ezeken zajlott a legkülönbözőbb méretű és fajtájú vízi járművek alkalmazásával. A szárazföldi utak egyébként is túl vizenyősek voltak a megterhelt kocsik használatához. Hangcsou (Hangzhou) főútja a hatvan méter széles, kövezett, alácsatornázott „Császári Út” volt, ami öt kilométer hosszan húzódott a császári palotától a város északnyugati kapujáig. A csatornáktól a végcélig általában teherhordók szállították az árukat a hátukon. A mellékutcákban állandó volt a zsúfoltság, a testi épségre is veszélyes tolongás. Az előkelők lovagoltak vagy hordszékeken vitették magukat.
Egy helyi mondás szerint a zöldséget keletről, a fát délről, a vizet nyugatról, a rizst északról szállították a városba, ami nagyjából meg is felelt a tényeknek. A rizs és a zöldségek mellett a tehetősebbek sertéshúst fogyasztottak, a város közepén lévő sertéspiac melletti vágóhidak éjszakánként több száz állatot vágtak le, amiket hajnalban osztottak szét a kereskedőknek. De sokfelé működtek kisebb mészárszékek is. A sózott hal is alapvető élelmiszer volt a városban.
A fő élelmiszerek mellett azonban rengeteg különféle mindennapi cikket vásároltak, fogyasztottak a városlakók, ezeket szakosított piacokon is árulták. Ilyenek voltak a teljesség igénye nélkül a friss halak piaca, a rákpiac, a vászonpiac, az ékszerpiac, a gyógynövények piaca és a könyvpiac is.

### Köztisztaság
A városban, különösen a nyári hőségek idején nagy volt a járványveszély, ezért sok gondot fordítottak a tisztaságra. Az utcákat, csatornákat a hatóságok tisztíttatták, a szemetet elszállították a városon kívülre. A csatornákat évente kotorták. A gazdagok árnyékszékeit és a pöcegödröket az ugyancsak egyesületbe tömörült, „hivatásos” pöcegödör-tisztítók kezelték, akik az összegyűlt „anyagot” trágyázásra használták a környékbeli földeken.
Az ivóvizet a Nyugati-tóból nyerték, mivel a folyó vize a tenger közelsége, az árapályok miatt kissé sós volt. A tó vizének tisztaságára szigorúan ügyeltek, és abból terrakotta-csövek szállították a városban kiépített víztárolókba, az úgynevezett Hat Kútba a vizet.

### Prostitúció
Hangcsou (Hangzhou)ban e korban tömeges és társadalmilag teljesen elfogadott volt a prostitúció; lányokon kívül fiatal fiúk is gyakorolták ezt a foglalkozást, bár időnként törvényeket hoztak a férfi prostitúció ellen.
A prostituáltak társadalmi helyzete az egész társadalomhoz hasonlóan erősen rétegezett volt. Legfelül helyezkedtek el az ókori görög hetérákhoz vagy a későbbi japán gésákhoz hasonlító híres kurtizánok, akik csak előkelő ügyfelekkel foglalkoztak. Közülük a legügyesebbek híressé, divatossá váltak, néha egész vagyonokat csaltak ki hódolóikból. Nevezetességükre jellemző, hogy egy 5. századi ünnepelt kurtizán, költő és énekes, Szu Hsziao-hsziao (Su Xiaoxiao) sírhelyét a Nyugati-tó partján az i. sz. 501-ben, 19 éves korában bekövetkezett halálától egészen a 20. század derekáig nagy tisztelet övezte. (A kínai kulturális forradalom idején az építményt lerombolták, de 2004-ben helyreállították.) A prostituáltak másik rétege volt az egyszerű énekeslányoké, zenészlányoké, akiknek zenei képzettségük volt, ünnepségek, lakomák elképzelhetetlenek voltak nélkülük, de szexuális szolgáltatást is nyújtottak. Megint mások különböző kategóriájú nyilvánosházakban tevékenykedtek, végül pedig rengetegen voltak az egyszerű utcai lányok is. Marco Polo leírása szerint az utazók, külföldi kereskedők a város ezen vonásai miatt is „a paradicsomban érezhették magukat”.

### Bűnözés, közbiztonság
Hangcsou (Hangzhou) nagyvárosként jó lehetőségeket biztosított a bűnözőknek is. A tolvajok, rablók, szélhámosok, a lányokat futtató stricik és más bűnözői csoportok is egyesületekbe tömörültek, akárcsak a koldusok. Bár a városi rendőrség kegyetlen módszerekkel küzdött ellenük, a bűnözést megszüntetni nem tudták. A rablók helyenként fényes nappal elállták a sikátorokat és megvámolták a gyalogosokat. Más bandák az épületek egyszerű falazatának megbontására specializálódtak. Sok szélhámos is tevékenykedett, okiratokat, selyemruhákat, gyógyszereket és aranyrudakat egyaránt hamisítottak. A zsebmetszés különösen gyakori volt. Marco Polo mindezzel szemben arról írt, hogy a város teljesen biztonságos, éjszakára még az értékes árukat tartalmazó kirakatokat is nyitva hagyták. Az ellentmondás oka talán abban rejlik, hogy az itáliai utazó már a mongol megszállás utáni rendőrállam korában járt a városban.

### Igazságszolgáltatás
A kínai igazságszolgáltatás a közigazgatás része volt, és legfőbb célja a társadalmi béke fenntartása volt. A vidéki lázongások rossz fényt vetettek az ottani elöljárókra. Az egyszerű emberek egymás közötti vitáikkal nem szívesen fordultak a bíróságokhoz, mert az nagyon drága volt, és a per kezdeményezőjét is nagy veszélyek fenyegették az eljárás során. Ezért nagyon gyakori volt az egymás közötti, valamint közvetítőkön keresztül folytatott egyezkedés.
Maga az igazságszolgáltatás a tárgyi bizonyítékokra épült, de a büntetések embertelenül kemények voltak. A kínzás a vizsgálati szakasz természetes része volt, a büntetés túlnyomórészt súlyos testi fenyítés, végleges, legtöbbször halálba torkolló száműzetés, vagy azonnali kivégzés volt.

### Jótékonykodás
A birodalom gazdasága védtelen volt a természeti csapások, főleg a túl kevés vagy túl sok csapadék ellen. Egy szárazság vagy árvíz azonnal megemelte a rizs árát, ami nagy tömegek éhezését okozta. A császári közigazgatás ilyen esetekben rizs- és pénzosztással igyekezett enyhíteni a szűkölködők nyomorát. Nagy ünnepek idején is pénzt osztottak a hadseregnek és a köznépnek. Terjedt az egyéni jótékonykodás is, a gazdagok, az újonnan kinevezett hivatalnokok is jótékonykodtak, fitogtatták gazdagságukat.

## Család, a nők helyzete, szexualitás
A hagyományos kínai felfogás, ami ebben a korban – és még nagyon sokáig – töretlenül uralkodott, a nagyszülőket, szülőket, a nős fiúkat, az unokákat és a szolgákat is magába foglaló patriarchális nagycsaládot tartotta a társadalmi alapegységnek.  A társadalmi rang, az életkor, nemzedék, rokonsági fok szerint változó, bonyolult, szigorú szabályok voltak érvényben a családon belüli kapcsolatokra, amelyektől „pozitív”, vagy negatív irányban eltérni egyaránt elítélendő volt. Ha egy férj „túlságos” szeretetet mutatott ki a felesége iránt, az éppúgy kiválthatta a családi közösség rosszallását, mint egy szolga túlságosan kegyetlen megbüntetése.
A családi hierarchikus rendszer lényege az idősebbek, a szülők feltétlen megbecsülése, tekintélye volt. A 13. században is érvényes törvények szerint, aki kezet emelt a szüleire, azt lefejezték. A szolgáját agyonverő gazda egyéves kényszermunkát érdemelt, a véletlenül gazdája halálát okozó szolgát megfojtották.
A család nem különült el a társadalomtól, hanem azzal szoros összefüggésben létezett. Az állam ellenőrizte és értékelte a családok „teljesítményét”; a nagyobb családi viszályok kiválthatták a feljebbvalók rosszallását is, a családi béke viszont kedvezően hatott a családfő társadalmi és hivatali megítélésére. A társadalom a családok halmazának is tekinthető. A közös családnevet viselők rokoni érzéseket tápláltak egymással szemben, bár Kínában mindössze harminc körüli a gyakori családnevek száma. A család nem csak vérségi kötelék volt, bárki létrehozhatott mesterséges rokoni kapcsolatokat, megfelelő szertartások keretében apjává, fiává, testvérévé fogadhatott bárkit, akinek a személye a magánéletben közel került hozzá.
Az ideálisnak számító nagycsalád azonban elsősorban az elit, a gazdagok körében terjedt el, bár ott sem volt kizárólagos. A városi köznép és a parasztság körében a nyomorúság, a természeti csapások, a háborúk miatt a nagycsaládok legtöbbször széthullottak kisebb, elemi családokra.
A két nem közötti kapcsolat nem korlátozódott pusztán a „hivatalos”, a társadalmi helyzetnek megfelelően, a két fiatal számára – szinte egymás ismerete nélkül – összehozott  házasságokra. A kor irodalma már számos példával szolgál a szerelmi szenvedélyről, az első pillantásra létrejött vonzalomról. Ebben a korban a korábbi nehézkes, túldíszített női szépségideál kissé változott, előtérbe kerültek a karcsú, könnyed, kecses alakok. A város fényűzése, gazdagsága nagy teret engedett szabadosságnak, paráznaságnak, az erotika tombolásának. Marco Polo ennek tulajdonította a birodalom bukását, a mongolok hódítását, mivel a kínai férfiak, élükön az uralkodóval, minden gyönyörűségüket az asszonyokban keresték.

### Az élet szakaszai

#### Születés

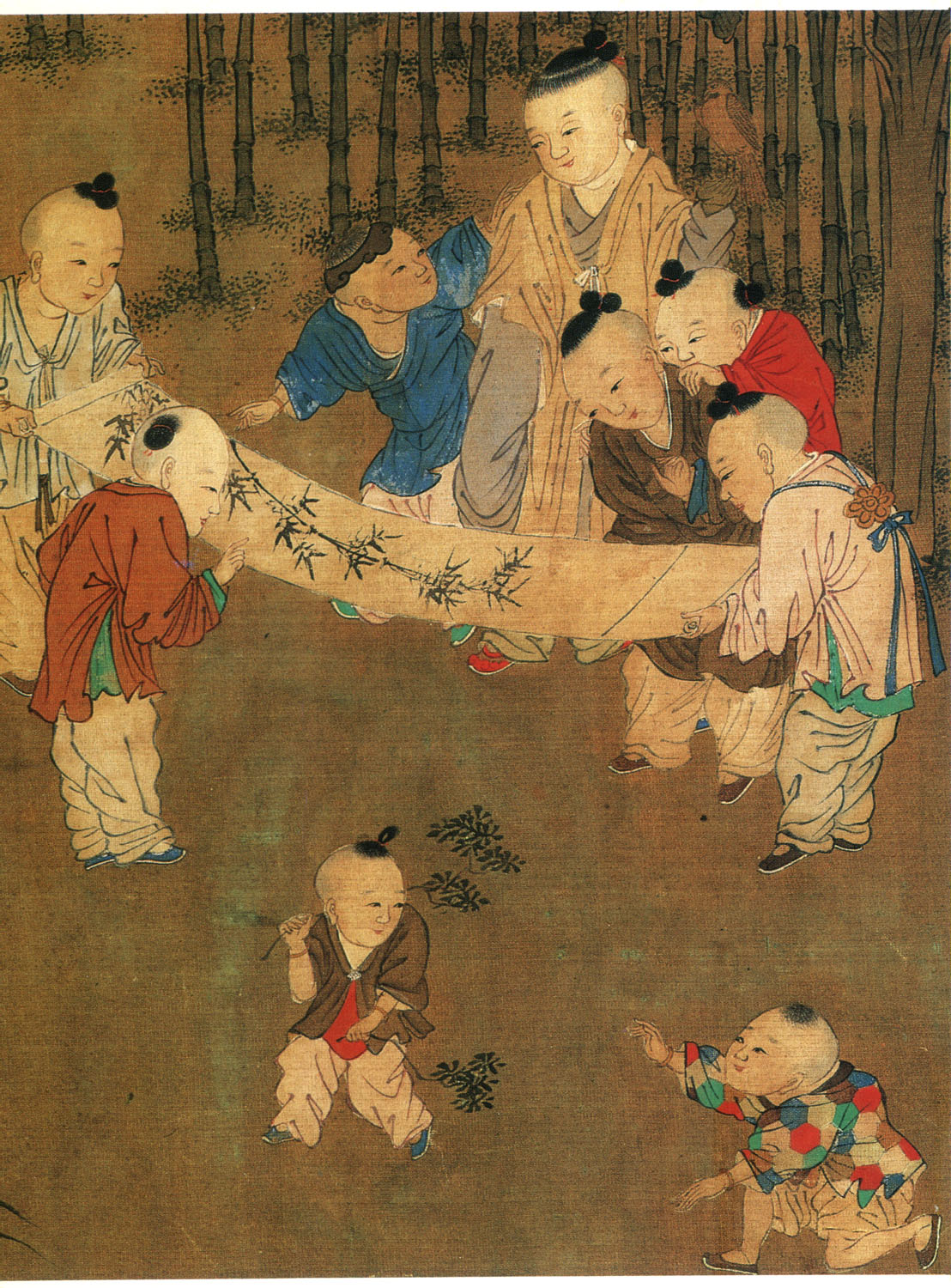
12. századi, gyermekeket ábrázoló festmény

Az európai polgári társadalmaktól eltérően Kínában a szegényebb családokban általában kevesebb volt a gyermek, mint a – gyakran több ágyassal is rendelkező – gazdagoknál. A rosszabb egészségügyi helyzet miatt a köznépnél nagyobb volt a gyermekhalandóság, a súlyos gazdasági terhek, a lokális túlnépesedés miatt pedig gyakran a megszületett gyermekeket sem tudták eltartani, ezért arra kényszerültek, hogy eladják vagy a legrosszabb esetben megöljék őket. A 12. századi Fucsien (Fujian) tartományból maradt fenn egy kínai szerző írása, miszerint egy ember négy fiúgyermeknél és három lánynál többet nem tart meg. A szüléskor készen áll egy dézsa víz, amibe belefojtják a „felesleges” újszülöttet. Megjelentek a magzatelhajtás módszerei is, de ezek nagyon veszélyesek voltak. Hangcsou (Hangzhou) nagyvárosi környezetében inkább az utcára tették ki az ilyen gyermekeket abban a reményben, hogy valaki jobb módú magához veszi, legalább azért, hogy szolgát vagy prostituáltat neveljen belőle. Ez annyira gyakorivá vált, hogy a császári udvar 1138-ban megtiltotta, és egyúttal menhelyeket hozott létre a talált gyermekek számára, ahonnan a gyermektelenek örökbe fogadhattak.
A módos családoknál a gyermekeket nagy örömmel várták. Bonyolult szertartásokkal kísérték a terhességet és a születést az utód szerencsés jövőjének biztosítása érdekében. Minden családban óriási jelentőséget tulajdonítottak a születés pontos időpontjának, aminek ismerete az egyén egész életében fontos maradt a családi, üzleti és más döntéseinek meghozatalánál. Házasság elképzelhetetlen volt asztrológiai „egyeztetés” nélkül.

#### Nevelés, oktatás

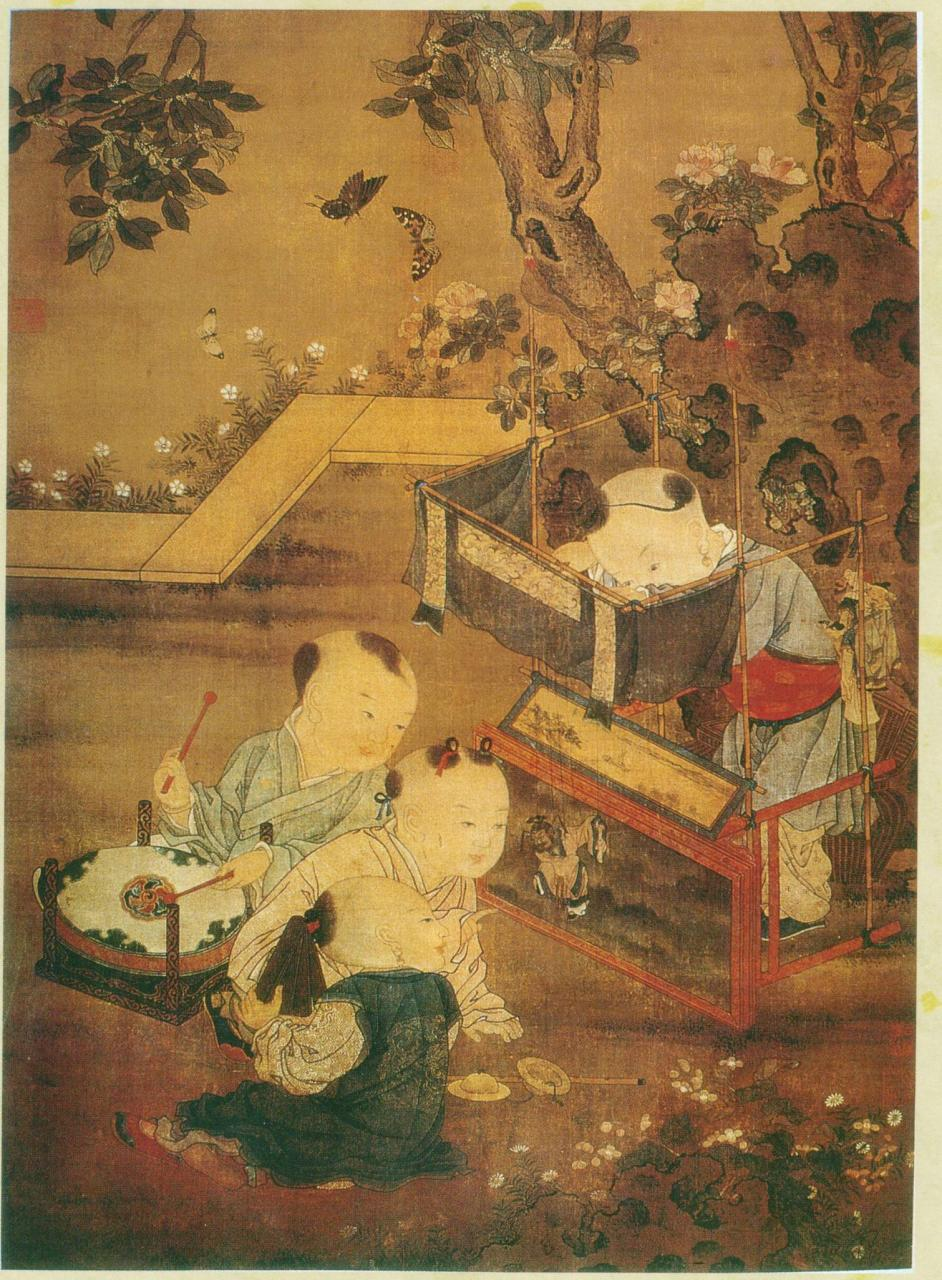
Bábjáték gyermekeknek Szung (Song)-kori festményen

A korabeli kínai nevelés fő célja az volt, hogy szerény, tisztelettudó, helyzetükkel elégedett embereket neveljen. A harcias, veszekedésre hajlamos embereket nem kedvelték. A sportok nem voltak népszerűek, csak a – viszonylag alacsony presztízsű – katonák, tisztek foglalkoztak testgyakorlással. (A fegyverek tartása is tilos volt a házakban.)
A gyerekek csoportokba verődve játszottak az utcákon, testi fenyítést nem kaptak, inkább kényeztették, illetve szükség esetén „mumusokkal” ijesztgették őket. Általában hét éves koruktól mentek iskolába, illetve fogadtak melléjük házitanítót a gazdagok. Csak a legszegényebbek gyermekei maradtak írástudatlanok.
Az idősebbek számára főiskolák is működtek a városban, a Felső Iskola, a Katonaiskola, a Császári Iskola valamint az Orvosképző Főiskola. Ezeknek a tantermek mellett könyvtáraik is voltak. A Felső Iskolának 1270 körül 1716 bentlakó hallgatója volt, húsz tanterme és tizenöt tagú személyzete. A legkevésbé fontosnak számító Orvosképző Főiskolának ekkoriban 250–300 hallgatója és négy tanára volt. A tanulókat felvételi vizsgákon válogatták ki. A felvételt nyertek oktatása ingyenes volt, a költségeket alapítványi rendszerben, az iskolák számára juttatott földbirtokok jövedelméből fedezték.
Az elemi iskola felett minden oktatás a császári vizsgákra való felkészítésre irányult. Ennek megfelelően a tananyag gerince a klasszikus szövegek (próza és vers egyaránt) biflázása volt; a legnagyobb dicsőség az volt, ha a tanuló a felmondás mellett alkalmazni, utánozni is tudta a klasszikus szövegeket. Időről időre nagy reformátorok síkra szálltak a gyakorlatiasabb oktatás mellett, de a részsikerek ellenére áttörést nem tudtak elérni.
A lányokat kevésbé tanítottak az irodalomra, bár akadtak kivételes tehetségek, és írástudó, verselő nők is ismeretesek e korból. Nagy többségük azonban a hagyományos női munkákra készült, fonni. szőni, hímezni tanult, illetve a „könnyű életre” szánt lányokat énekelni és zenélni tanították.

#### Házasság, a nők helyzete

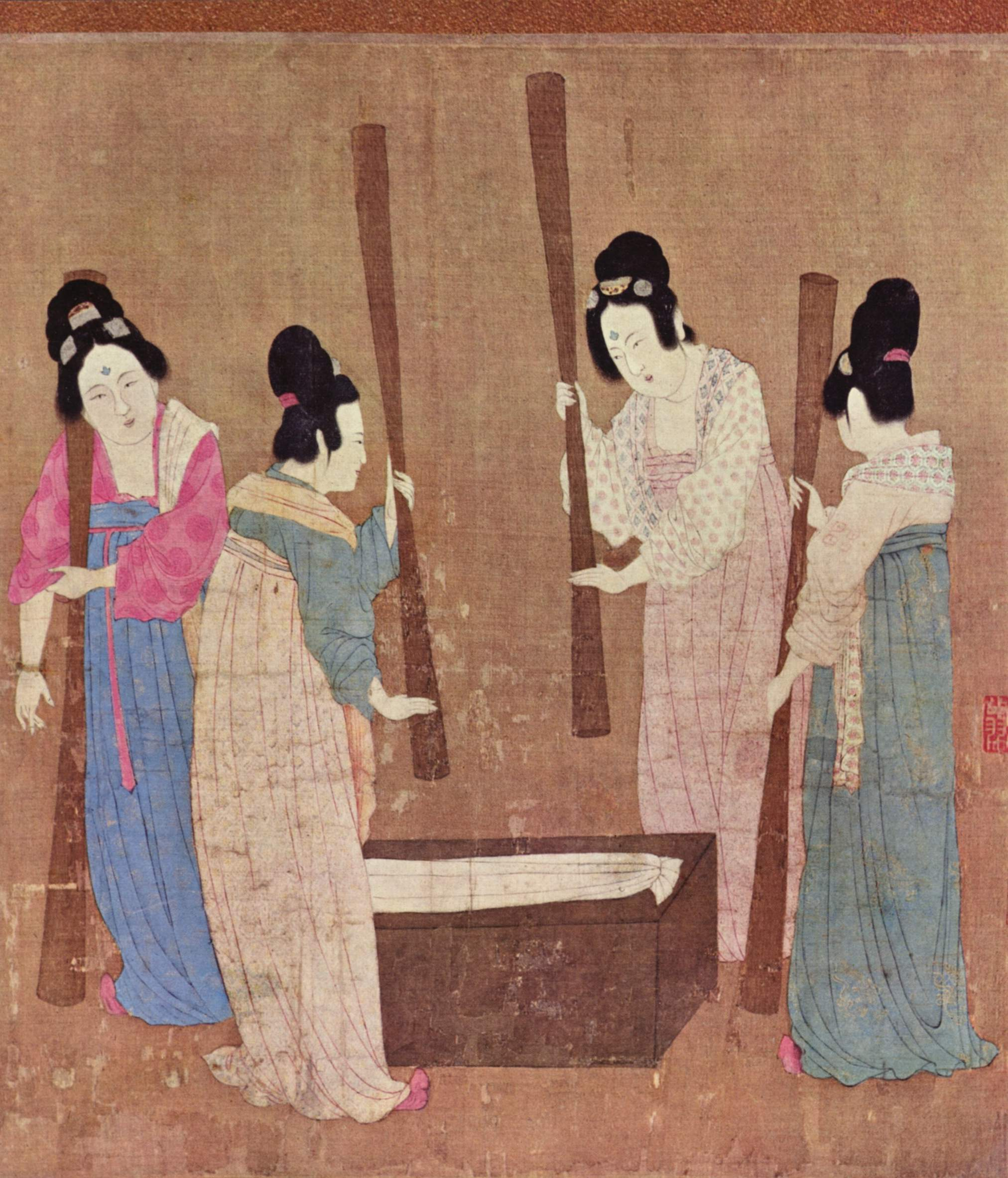
Selymet döngölő udvarhölgyek Szung Huj-cung kínai császár (Song Huizong kínai császár) festményén

A nők alárendelt helyet foglaltak el a családban és a társadalomban egyaránt. Már 15 éves korukban nagykorúvá nyilvánították őket, szemben a fiúkkal akiket csak 20 éves koruktól tekintettek felnőttnek. A házasságban a lányoknak néhány évvel fiatalabbnak kellett lenniük a férjüknél.
A házasságok elsősorban a családok közötti szövetség eszközei voltak, nem csak a császári udvarban, ahonnan gyakran adtak hercegnőket barbár uralkodóknak, hanem a „belpolitikában” is. Nem csak nőrablás, hanem férfirablás is előfordult az előkelők között. Egy anekdota szerint egy előkelő család szolgáival elraboltatta a hivatali vizsgákon első helyet szerzett diákot az eladósorba került lányuk számára, de kiderült, hogy az illetőnek már van felesége. A szerelmi házasság is megjelent már, de szinte csak a szegények körében; a Szung (Song)-kor irodalmában gyakran előfordulnak a nép asszonyai, akik saját kezdeményezésükből választanak férjet, élettársat.
Az érdekházasságoknál, de a szerelmi viszonyokban is, nagy szerepük volt a házasságszerzőknek, kerítőnőknek, akiknek a foglalkozása igen tiszteletreméltónak számított. Több kategóriájuk volt, akiknek az öltözéke is különbözött a „rangjuk” szerint, és jelentős összegeket kerestek egy-egy „parti” nyélbeütésével. A családok a közvetítő révén bemutatkoztak egymásnak, aminek fontos része volt a vőlegény anyagi helyzetének ismertetése, valamint a menyasszony hozományának részletezése. Ha a családok kölcsönösen megfelelőnek tartották a kiválasztást, hosszas és bonyolult szertartás-sorozat következett meghatározott ajándékok cseréjével, az udvarlást helyettesítendő, majd nagy pompával rendezték meg az esküvőt.
Az ifjú feleségtől elvárták, hogy gyakorlatilag teljesen szakítsa meg kapcsolatát saját családjával, és tanúsítson gyermeki tiszteletet férje szülei és egész családja iránt. Ideális esetben az is elvárás volt, hogy korai megözvegyülése (ami az alacsony átlagéletkor miatt gyakran előfordult) esetén is maradjon férje családjánál, gondoskodjon apósáról, anyósáról. A gyakorlatban azonban általában az ifjú özvegy visszatért a szüleihez.
Ha a fiatalasszony nem tanúsított kellő tiszteletet a férje családja iránt, az válóok, azaz az eltaszítás ürügye is lehetett más okok, mint például a meddőség mellett. Nem lehetett viszont eltaszítani azt az asszonyt, akinek már nem éltek a szülei, vagy abban az esetben, ha a férj meggazdagodott, pedig a házasságkötéskor még szegény volt. Igen érdekes, hogy létezett a kölcsönös megegyezésen alapuló válás is. A sok házassági ceremónia ellenére a frigy nem volt felbonthatatlan, azt semmilyen vallási szabály nem erősítette meg.
Törvényes feleség csak egy lehetett, de a (gazdag) férj tarthatott ágyasokat, akiket időnként másod- vagy többed-feleségnek is neveztek. Ezt a feleségnek zokszó nélkül tűrnie kellett. A női hűtlenséget elítélték, de a nagyvárosi környezetben előfordult a nagyobb engedékenység is. A szegényebb férjek gyakran nem tudták kielégíteni feleségeik luxusigényeit, és így néha arra kényszerültek, hogy elfogadják azok hűtlenségét, ami persze nem maradt titokban a városban. Egyes asszonyoknak négy-öt barátja is volt, akiket „pótférjeknek” hívtak.
A hivatali és a kereskedelmi arisztokrácia, a dúsgazdag elit tagjainak feleségei „aranykalitkában” éltek, dologtalanul, de a nyilvánosságtól szinte teljesen elzárva. Irányították a háztartást, ápolták szépségüket, hímeztek, esetleg társasjátékot játszottak nőtársaikkal. A középosztályban élő feleségek viszont gyakran aktívan részt vettek a gazdasági ügyekben, könyveltek, tárgyaltak. Akik ügyesebbnek bizonyultak férjüknél, gyakran azok fejére is nőttek, a zsarnoki asszony típusa jól ismert a kínai irodalomban.

#### Betegség, orvoslás
Hangcsou (Hangzhou)ban két típusú orvoslás működött a betegek számára: az Orvosképző Főiskola által képzett hivatalos orvosok a császár és az előkelők gyógyítására, valamint a magánorvosok, akiknek mestersége apáról fiúra, unokára szállt. Egy népi mondás szerint „ne fogadj el orvosságot olyan orvostól, akinek a házában nincs három nemzedék óta orvos”. Természetesen mindkét csoportba tartozó doktorok a hagyományos kínai orvoslás elveit és gyakorlatát követték. Nagy többségük szakorvos volt, specializálódott bizonyos betegségekre, gyógymódokra. Az orvosok cégtábláikon kívül nyomtatott „szórólapokon” is hirdették tudományukat.
A városban működő számos gyógyszertár (cégérük a lopótök volt) hasonlóképpen két csoportra oszlott, magán- és állami patikákra. Az államiakban a piaci ár egyharmadáért kellett volna árusítani a gyógyszereket a császári udvar támogatásával, de a gyakorlatban ez az árelőny általában, a szó szoros értelmében, elsikkadt. De működtek közkórházak és menhelyek, ahol ingyenesen tartották és ápolták a szegény sorsú betegeket, rokkantakat.

#### Halál
A hozzátartozó elhunyta esetén a családnak rendkívül bonyolult és hosszan tartó szertartásokat kellett elvégeznie. Ezek célja a halál okozta tisztátalanság megszüntetése volt, valamint az elhunyt felmagasztalása a család tekintélyének növelése érdekében. A szertartások, a halotti tor, maga a temetés rengeteg pénzbe került; többek között kocsik, lovak, szolgák papírból készült mását kellett elégetni, hogy ezek a túlvilágon rendelkezésére álljanak az eltávozottnak.
A hagyomány a földbe temetkezést tartotta az egyetlen helyénvaló megoldásnak, de a föld drágasága és szűkössége miatt, a rosszallás, sőt az időnkénti tiltás ellenére, egyre terjedt a hamvasztás, ami aztán a 13. századra csaknem általánossá vált. A gyászszertartás után sem váltak meg teljesen az elhunyttól: a házban halotti táblát állították fel a nevével, és az Ősök ünnepén, az illető születésnapján és más ünnepeken is áldozatokat mutattak be a számára.

## Lakás, ruházat, konyha

### Lakóépületek
A város épületei nagyrészt fából, bambuszból épültek, tetőcserép, valamint kevés tégla és kő felhasználásával. Az építőanyagok délről érkeztek hajóval. A főváros építőfa-szükséglete még száz kilométeres távolságban is erdőgazdálkodásra ösztönözte a lakosságot.
A város házai mind azonos elvek alapján épültek, gazdagok és szegények számára egyaránt. A téglalap alaprajzú épületek tartószerkezetét egymástól három méternyi távolságra, fél méterre a földbe süllyesztett kőalapokra állított faoszlopok képezték. A gazdagok házait kert vette körül; a szegény negyedekben egy vagy több emeletet is építettek egymásra és az utcafront teljesen beépült. A falak könnyű bambuszból vagy fából készültek, A több emeletes házak inkább valamiféle állványzatra hasonlítottak, mint az Európában ekkoriban épült kőépületekre. A négyzetes farácsozattal ellátott ablakokat olajos papírral vonták be.
A komolyabb épületek legfontosabb és legköltségesebb része a sok esetben drága cseréppel borított kétlejtős nyeregtető volt. Ekkorra a császári palotákon és a gazdagok házain már általánossá vált a néhány száz évvel korábban megjelent felgörbülő szélű tetőzet, ami gyakran lebegni látszott a falak felett.
Hangcsou (Hangzhou)ban a köznép által lakott házak az utcára nyíltak, ellentétben a Kínára korábban és későbben egyaránt jellemző, magukba forduló házakkal, magas vályogfalakkal övezett sikátorokkal. Ilyen negyedek itt is voltak, de a város kereskedelmi jellege miatt túltengtek az üzletekkel, éttermekkel, kézműves műhelyekkel szegélyezett utcák.

### Lakberendezés
A lakások berendezése egyszerű, de ízléses volt. A fő bútordarabok az alacsony, téglalap alakú asztalok, kis polc-állványok, alacsony, de magas támlájú székek, kerek zsámolyok, valamint X-lábú könnyű székek, amiket barbár székeknek neveztek, mert használatuk külföldről érkezett. Az ágyak lehetőség szerint értékes fából készültek, esetenként három oldalról lehajtható fatáblákkal be lehetett zárni őket. A gazdagok bútorait fekete lakkfestékkel vonták be; rendelet tartotta fenn a cinóbervörös lakk használatát a császári ágy számára. A falakat festménytekercsekkel, kalligráfiával díszítették. Szívesen használtak dísztárgyként antik vagy utánzat vázákat, terrakotta állatfigurákat.
A gazdagok nyáron a hőség elől a kerti pavilonokba húzódtak. A szúnyogok ellen már ekkoriban elterjedt volt a füstölők használata. Komolyabb fűtés nem létezett, a szobák közepére állított fémedényekben parazsat tartottak, de ez a vékony falak miatt alig lehetett hatékony. A szegények csak a téli, vattával töltött ruhájukkal, takaróikkal védekeztek a hideg ellen.
Nagy divat volt a sárga és fehér szőrű díszmacskák tartása, tenyésztése, kedvelték az aranyhalakat a kerti tavakban, valamint házőrző kutyákat is tartottak.

### Ruházkodás
Hangcsou (Hangzhou)ban a ruházkodás a társadalmi helyzet függvényében erősen különböző formákat öltött. Az előkelők, gazdagok földig érő díszruhát viseltek az utcán, a köznép derék alatt végződő zubbonyt és világos nadrágot hordott. A nők öltözete változatosabb volt, hosszú ruha, vagy a térd alá érő ingblúz és szoknya, rövid vagy hosszú ujjú kabátka, vállkendő egyaránt előfordult. A nők ruhadarabjaikat balra, a férfiak jobbra gombolták, a hosszúkás gombokat zsinórhurokba rögzítve. A férfiak a nadrág szárát csizmába tűrik. Az egyszerű emberek kenderből vagy gyapotból készült ruhákat hordtak, télen vattával bélelték ruháikat, szőrméket alkalmaztak vagy egyszerűen több réteg ruhát vettek magukra.
Lábbelit mindenki viselt, a legszegényebbek is, kivéve a buddhista szerzeteseket. A cipő készülhetett bőrből, fából, kenderből, nyáron szandált hordtak vagy utcai papucsot. A férfiak számára valamilyen fejfedő is kötelező volt, az előkelők rangjuk és foglalkozásuk szerint változó drága kalapszerűségeket viseltek. A nők ehelyett a hajukat rendezték bonyolult alakzatokba és abba díszes tűket, fésűket tűztek.
A férfiviselet elengedhetetlen tartozéka az öv, mindig kívül viselték. A gazdagok övveretei jádekőből, aranyból, vagy rinocérosz szarvából is készülhettek; rajta lógott a zsebet helyettesítő pénzeszacskó és más apróságok.

### Konyhaművészet
A helyi konyha Hangcsou (Hangzhou) 13. századi fénykorában talán még változatosabb volt, mint a mai kínai konyhaművészet. A tartományokból a császári fővárosba áramló lakosság magával hozta a helyi konyhák specialitásait. Sokfelé tájjelegű éttermek működtek. Ekkoriban már importáltak szőlőből készült bort is, valamint mazsolát, datolyát, de ez a leggazdagabbak csemegéje volt. A szegények fő eledele a rizs volt, korabeli becslés szerint ebből az átlagfogyasztás 1,2 liter volt naponta és fejenként. Emellett a köznép eledele volt a sertéshús és a sózott hal; a tehetősek inkább tyúkot, libát, birkát, valamint kagylót, friss halat fogyasztottak. Az elit asztalán gyakori volt a vadhús is, az őz, szarvas, dámvad, fogoly, fürj, a kínai frankolin. Változatos volt a zöldség-gyümölcs kínálat is: csak a közelben 18 fajta babot és szóját, 9 fajta rizst, 11 fajta barackot és 8 fajta körtét termesztettek.
A vidéken, főleg Észak-Kínában gyakori éhínségek is magyarázzák a kínai konyhának azt a sajátosságát, hogy minden ehető növényt, rovart, állati belsőséget felhasználnak a konyhán. Semmiféle vallási tilalom, korlátozás nem létezett az ételekre vonatkozóan, kivéve a buddhista és taoista tanok szigorú követőit. A tej és a tejtermékek azonban ismeretlenek voltak, mert nem tartottak tejelő szarvasmarhát (igavonó ökör azonban volt). Előfordult viszont itt is a kannibalizmus, ami Kína különböző részein az éhínségek és a túlnépesedés miatt időről időre felütötte a fejét, sőt szokássá vált. Egyes feljegyzések szerint bizonyos éttermekben az öregemberek, asszonyok, lányok vagy gyermekek húsából készült ételeknek más-más nevük volt. A helyiek szerint az Észak-Kínából menekültek honosították meg ezt a szokást a déli fővárosban. Az emberhús eufemisztikus neve „a kétlábú birka húsa” volt.
A napi háromszori étkezés volt az általános, pontosan meghatározott idő nélkül. A város központjában már hajnalban árusították az utcán a pirított pacalt, sülteket, pástétomokat, kásákat, leveseket; az elegáns éttermek pedig késő éjszakáig nyitva voltak.
Minden szeszt rizsből készítettek, de hihetetlen változatosságban: 54 különböző ízű, illatú szeszes italt jegyeztek fel. Az iszákosság, alkoholizmus rendkívül elterjedt volt. A szeszes italokon kívül az egyetlen ital, amit fogyasztottak, a tea volt, aminek három fő fajtáját főzték. A forralatlan víz fogyasztása igen veszélyes lett volna.

## Évszakok, napszakok
Hangcsou (Hangzhou)ban, bár ugyanazon a szélességi fokon található, mint Kairó, időnként kemény telek is előfordultak nagy havazással, jégképződéssel a tavon és a csatornákon. Ilyenkor a jeget elraktározták  vermekben; amikor nem volt jegesedés, gyors hajókkal szállították a jeget a hegyekből a császári palota számára. Tavasszal gyakori a szitáló eső, nyáron nagy a párás hőség, sok a zápor. Az ősz száraz volt, a lakosság esőért imádkozott a vetések számára. Északról időnként a homokvihar is elérte a várost.
A hivatalos naptárt is az udvar állapította meg, csakúgy, mint az élet oly sok más szabályát. A köznép számára készült kalendáriumok közölték a napfordulók, napéjegyenlőségek időpontját és részletes útmutatást tartalmaztak a mezőgazdasági munkákra. Emellett tanácsokat tartalmaztak a szerencsés és szerencsétlen napokra vonatkozóan a legkülönfélébb tevékenységekkel kapcsolatban.
A városlakók korán keltek. Hajnali négy-öt körül szerzetesek járták az utcákat, dobokkal keltették a lakókat és egyben időjárás-jelentést is szolgáltattak: „borús az ég”, „esik az eső” kiabálták. Közhírré tették az udvar fogadónapjait, a kis és nagy audienciák időpontját. A császári hivatal már hajnali öt vagy hat órakor elkezdi a munkát; a közigazgatási ügyeket reggel vagy kora délután tárgyalják, a hivatalnokok délutánja, estéje szabad, de éjszakai ügyeletet is tartanak. A hivatalnokoknak tíz naponta van egy szabadnapjuk, valamint 54 nap évi szabadságuk van, amit az ünnepek idején vehetnek ki. Nagyobb családi események alkalmával is kaphatnak szabadnapot. Az apa vagy anya halála esetén azonban kötelezően három év szabadságot kapnak, ilyenkor általában kedvenc foglalatosságukat űzik – írogatnak, festegetnek, kalligráfiával foglalkoznak.
A kereskedők és a köznép a hivatalnokoktól eltérően állandóan dolgoznak. A boltosok, mozgóárusok már napfelkeltekor megkezdik a munkát és késő estig folytatják azt, a szórakoztató negyedekben pedig élénk éjszakai élet is van. A boltosok és kézművesek csak az újév kétnapos ünnepét tartják, meg a szakmájuk védőistenségének ünnepnapját.
A gazdagok, a tehetős lakosság számára az egész évben rengeteg, szinte egymást érő ünnepnap van, különböző szokásokkal, teendőkkel, szórakozásokkal, de legjelentősebb mindenki számára az újév. Helyi ünnep volt Hangcsou (Hangzhou)ban a 2. holdhónap 15. napján a virágok ünnepe. Ekkor a nép a külvárosi kertekbe áramlott megcsodálni a különleges növényeket, virágokat. Az ekkor virágzó őszibarackfák voltak a legnépszerűbbek.

### Szórakozás
A császári főváros és a rengeteg ünnepnap bőséges lehetőségeket nyújtott az előkelők, gazdagok, de a köznép számára is a szórakozásra, sőt kicsapongásra. A tea- és pálinkakonyhának nevezett boltok mindent szállítottak a vevőik számára, ami egy-egy ünnepséghez, lakomához, mulatozáshoz vagy éppen halotti torhoz szükséges volt.

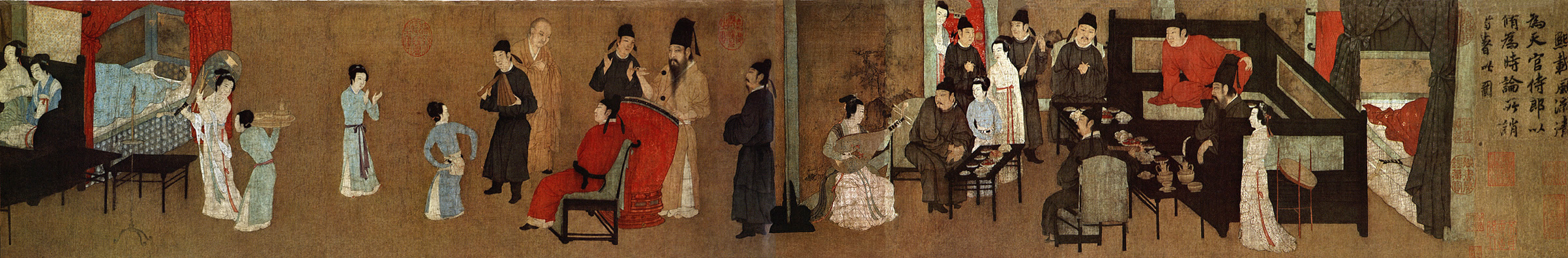
Éjszakai jelenetek, korabeli festmény

#### Torlóár a folyón

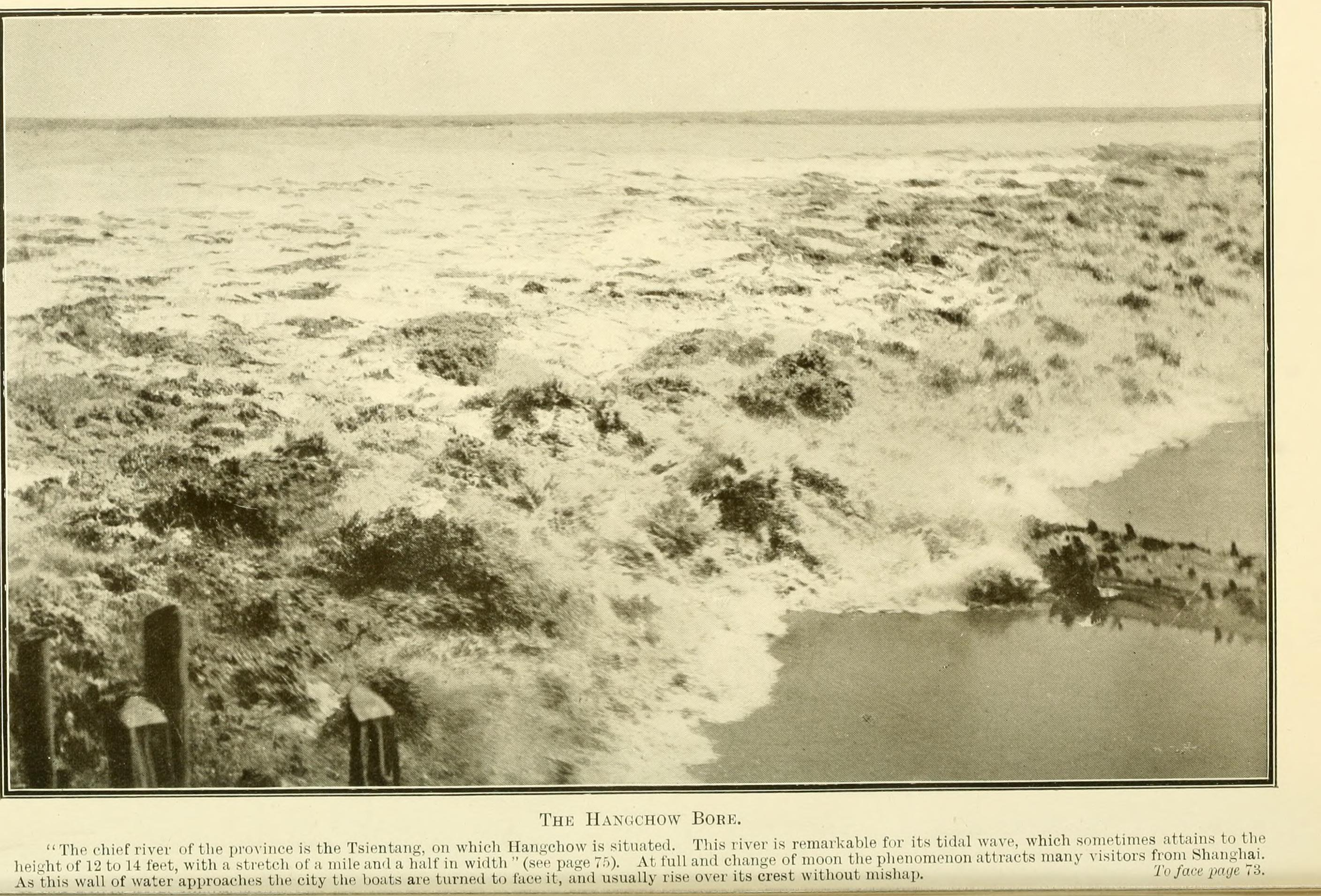
1907-es fotó a torlóárról, még a folyó szélesebb torkolatában

Hangcsou (Hangzhou) lakóinak különleges szórakozást nyújtott a Csientang (Qiantang), akkori nevén Csöcsiang (Zhejiang) folyón rendszeresen kialakuló torlóár. A szeptemberi telihold előtt, amikor ez a természeti jelenség a legkifejlettebb formájában szokott megmutatkozni, már tömegek gyűltek a folyó partjára. A vízen tengeri csatát rendeztek és más látványosságokkal szórakoztatták a nagyérdeműt a várakozás alatt. Aztán a dagály idején érkező, a szűkülő folyómederben akár 8-9 méteres magasságot is elérő, 40 kilométeres sebességgel felfelé haladó hullám, ami azóta is a világ legnagyobb ilyen természeti jelensége, eksztázist váltott ki a nézőkből. Sokan a szigorú tiltás ellenére a vízbe vették magukat, hogy vitessék magukat az árral. A partra korlátokat emeltek, de a nézők ezekre is felmásztak. 1132. szeptember 29-én az ár elvitte a korlátot a rajta lévő emberekkel együtt; több százan fulladtak a vízbe.

## Művészetek

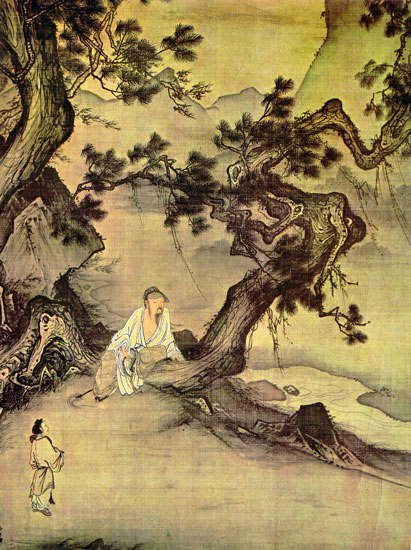
Ma Lin 13. századi kínai festő műve

A Szung (Song) korban Kínában már előrehaladt a művészetek specializálódása. A korábban jellemző, a művészetek több ágában – kalligráfia, verselés, festészet – egyaránt járatos írástudók helyébe hivatásos, (a kor fő stílusirányzatain belül) egyéni hangvételű művészek léptek. A könyvnyomtatás elterjedése a 10. századtól a művészeteket közelebb vitte, ha nem is a köznéphez, de a szélesebb középosztályhoz. A főváros kulturális élete különösen élénk volt a mongol hódítás előtt; a könyvesboltok élénk forgalmat bonyolítottak le, utcai művészek rendszeresen meséket, folytatásos történeteket adtak elő a város forgalmasabb terein, népszerűek voltak a báb- és árnyjátékok, irodalmi társaságok alakultak. Ekkoriban élénkült meg az érdeklődés a régi korok leletei, így az ősi jóslócsontok iránt, fellendült a régiségek és műtárgyak gyűjtése, kereskedelme.
A magas művészetek képviselőinek nagy része is a fővárosba tömörült; itt működött a Császári Festészeti Akadémia, amelynek keretében a korszak két kiemelkedő festője, Hszia Kuj (Xia Gui) és Ma Jüan (Ma Yuan) is tevékenykedett a 13. század elején. Utóbbinak a fia, Ma Lin is neves festő lett.

## Vallás
A kínai vallás ebben a korban a fővárosban is, csakúgy mint az egész országban, rendkívül változatos, sokrétű volt. A kínai népi vallás alaprétege az univerzizmus volt, az az elképzelés, hogy az egész világ lényei és tárgyai, az ég, föld és ember mind kölcsönhatásban állnak egymással, és mindenre kiterjedő törvény szabályozza őket. Emellett azonban a konfucianizmus, a buddhizmus, a taoizmus elemei is széles körben, gyakran egymással keveredve, hatottak a népre.
A tételes vallás monopóliuma is a császáré volt, ő volt a legfőbb pap, ő mutatta be a legfontosabb áldozatokat. A hivatalos kultusz célja a dinasztia örökkévalóságának biztosítása, a tér és idő megszervezése, a jólét és békesség biztosítása az egész világ számára.
A népi vallás és a császári kultusz között ellentétek is voltak: az írástudók gyakran megvetéssel nyilatkoztak a babonáknak titulált népi hiedelmekről, néha fel is léptek ellenük: leromboltatták a helyi szentélyeket, kivágatták a szent fákat. Általában azonban bölcsen elkerülték, hogy zaklassák a lakosságot ezzel. Az uralkodó előtérbe helyezte a vallási türelmet, csak a titkos társaságokat, az esetleges politikai töltetű szervezkedéseket üldözték.
A 13. századra a buddhizmus nagy korszaka, ami leginkább az 5. és a 9. század közötti időszakra tehető Kínában, leáldozott már Hangcsou (Hangzhou)ban is. Az írástudók általában szemben álltak ezzel a vallással, gúnyolódtak rajta, de megtűrték. Tucatjával működtek buddhista kolostorok a városban. A buddhizmus nagy vetélytársa volt a taoizmus, ami szintén rendelkezett saját papsággal, kolostorokkal, szervezettel.
Hangcsou (Hangzhou)ban a kereszténység érdekes módon a mongol hódítás után jelent meg újra a nesztorianizmus formájában, miután ez a vallási irányzat a 7. és a 10. század között már létezett az országban. Marco Polo sajnálkozva emlékezett meg arról, hogy csak egyetlen keresztény, nesztoriánus templom volt a városban. (Ez is csak 1279-ben épült.)
Az iszlám és a judaizmus – melyeket a kínaiak gyakran összetévesztették – csak a nagy kereskedelmi kikötőkben élő külföldiek körében létezett.